# Oopsis variivestris
Oopsis variivestris är en skalbaggsart som beskrevs av Leon Fairmaire 1879. Oopsis variivestris ingår i släktet Oopsis och familjen långhorningar.
Artens utbredningsområde är Fiji. Inga underarter finns listade i Catalogue of Life.